# Orchestra Sinfonica Liepaja

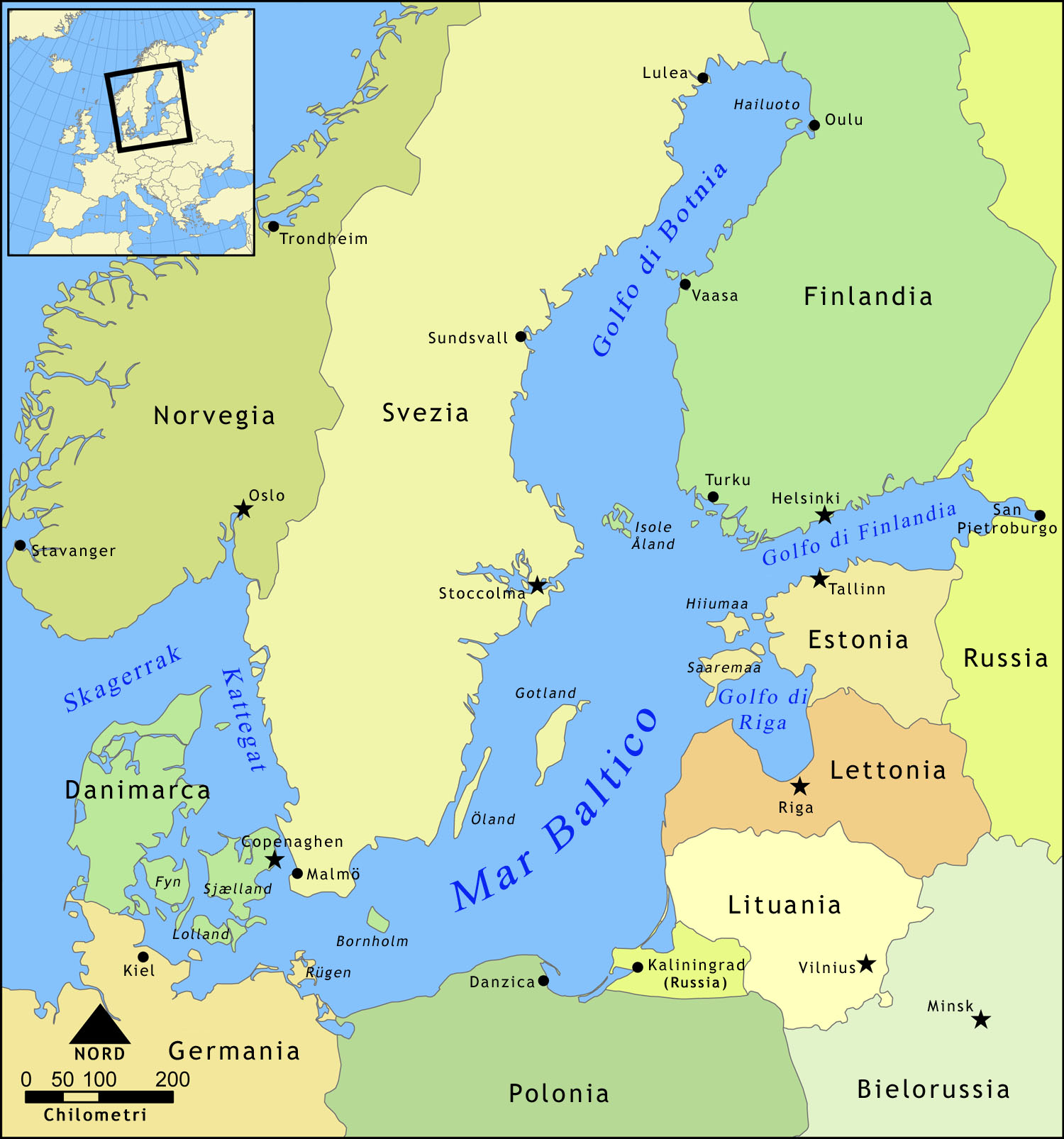
La regione baltica, con i Paesi baltici e con tutti gli altri Stati che lambiscono il mar Baltico

L'Orchestra Sinfonica Liepaja (LSO) (Liepājas Simfoniskais orķestris) è l'orchestra più antica dei Paesi baltici.

## Storia
Fu iniziata nel 1881, quando fu fondata la prima Filarmonica nei Paesi Baltici. Dopo la seconda guerra mondiale l'orchestra riprese il suo lavoro nel 1947, sotto l'ala della Scuola di Musica di Liepāja, guidata dal direttore della scuola di musica per molti anni, Valdis Vikmanis. Un nuovo capitolo nella storia dell'orchestra iniziò alla fine del 1986, quando l'orchestra ottenne lo status di orchestra sinfonica professionale e divenne la seconda orchestra sinfonica professionale della Lettonia. Per molti anni il suo direttore artistico è stato Imants Resnis (1992-2009), per diverse stagioni è stato Atvars Lakstīgala che ha lavorato con l'orchestra (2009-2016), ma dal 2017 il direttore artistico e direttore principale dell'Orchestra Sinfonica Liepāja è Gintaras Rinkevicius (Lituania), ma con la stagione 2022/2023 la Liepāja Symphony Orchestra accoglie Guntis Kuzma come direttore artistico e direttore principale.

## Nuova sala da concerto
Dal 2015 sede dell'orchestra è la nuova sala da concerto di Liepāja - la "Great Amber Concert Hall". Nel marzo 2016, nella sala da concerto "Great Amber Concert Hall", si è svolto il 24° Liepaja International Stars Festival. Il festival è stato inaugurato il 5 marzo 2016 sotto la direzione del direttore Matthias Manasi con l'Orchestra Sinfonica Liepaja e il duo pianistico Amal. Matthias Manasi ha suonato e diretto il Concerto per pianoforte n. 0, mi bemolle maggiore WoO 4 di Ludwig van Beethoven. Bishara Haroni e Yaron Kohlberg sono stati i solisti del  Concerto per due pianoforti e orchestra di Francis Poulenc e del  Concerto per due pianoforti e orchestra n. 10 di Wolfgang Amadeus Mozart.
Nella politica del repertorio, un'attenzione particolare è riservata alla musica lettone: l'orchestra ha più volte eseguito e commissionato nuove opere. Nelle ultime stagioni tutte le 12 opere monumentali della serie di concerti Liepaja avviata dalla LSO sono state sottoposte alla valutazione del pubblico e degli specialisti. Sono state pubblicate da etichette discografiche come “Odradek Records”, “Toccata Classics” e “Skani”. L'orchestra ha ricevuto due volte il più alto premio musicale nazionale: il Great Music Award, oltre a numerosi Lettoni Recordings Awards.